# Passage de l'Industrie
Le passage de l'Industrie est une voie publique située dans le 10e arrondissement de Paris.

## Origine du nom
Ce nom a été donné par le propriétaire car la voie était bordée de boutiques et d'ateliers qui avaient rapport au petit commerce et à l'industrie parisienne.

## Historique
Ce passage est ouvert en 1827 entre la rue du Faubourg-Saint-Denis et la rue du Faubourg-Saint-Martin ; la partie comprise entre la rue du Faubourg-Saint-Martin et le boulevard de Strasbourg a été renommée en 1936 sous l'appellation de « rue Gustave-Goublier ».